# Marioara Trașcă
Marioara Trașcă est une rameuse roumaine née le 29 octobre 1962 à Bucarest.

## Biographie
Aux Jeux olympiques d'été de 1984 à Los Angeles, Marioara Trașcă est médaillée d'argent en huit. Elle est médaillée de bronze en huit aux Championnats du monde d'aviron 1985, avant d'être sacrée championne du monde en quatre avec barreur en 1986 et 1987 et championne du monde en huit en 1987. Aux Jeux olympiques d'été de 1988 à Séoul, elle remporte la médaille d'argent en huit et la médaille de bronze en quatre avec barreur,,.